# Matthäus Daniel Pöppelmann
Matthäus Daniel Pöppelmann (3. května 1662, Herford – 17. ledna 1737, Drážďany) byl německý stavitel a dvorní architekt u saského dvora především za panování kurfiřta Fridricha Augusta I. Silného.

## Život a dílo
Byl synem kupce z Herfordu ve Vestfálsku. Od svých 27 let byl zaměstnán u drážďanského dvora, velice zvolna postupoval v služebním žebříčku a teprve roku 1705, když zemřel jeho nadřízený, byl jmenován zemským stavitelem. Teprve pak mohl uplatnit své umělecké nadání.
Tvořil na pomezí barokního a rokokového slohu. Pracoval na rekonstrukci Drážďan po požáru v roce 1685. Roku 1707 se významnou měrou podílel na stavbě Taschenberského paláce.
K jeho nejznámějším dílům patří tři rokoková křídla Zwingeru, rekonstrukce loveckého zámku Moritzburgu, nebo projekt Augustova mostu přes Labe.